# Оганян, Сурен Хоренович
Сурен Хоренович Оганян — советский хозяйственный и политический деятель.

## Биография
Родился в 1929 году в Гюмри. Член КПСС.
Окончил Ереванский политехнический институт.
В 1952—1963 гг. — начальник смены, технорук цеха, заместитель начальник, руководитель научно-исследовательского отдела лаборатории, начальник производственно-технического отдела, главный инженер Кироваканского химического комбината.
В 1963—1969 гг. — директор Кироваканского химического комбината.
В 1969—1975 гг. — первый секретарь Кироваканского горкома КП Армении.
В 1975—1980 гг. — заместитель председателя Госплана Армянской ССР.
В 1980—1989 гг. — министр бумажной и деревообрабатывающей промышленности Армянской ССР.
Депутат Верховного Совета СССР 8-го и 9-го созывов, Верховного Совета Армянской ССР 7-го и 11-го созывов. Делегат XXIV съезда КПСС.
Жил в Мурманске.